# Famille Chiaromonte
 (juillet 2024).
Si vous disposez d'ouvrages ou d'articles de référence ou si vous connaissez des sites web de qualité traitant du thème abordé ici, merci de compléter l'article en donnant les références utiles à sa vérifiabilité et en les liant à la section « Notes et références ».

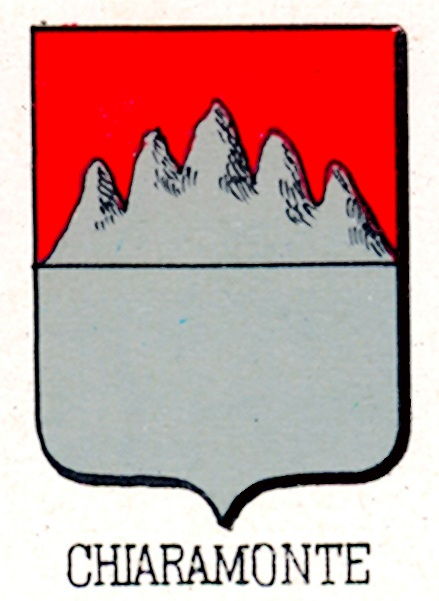
Blason des Chiaromonte.

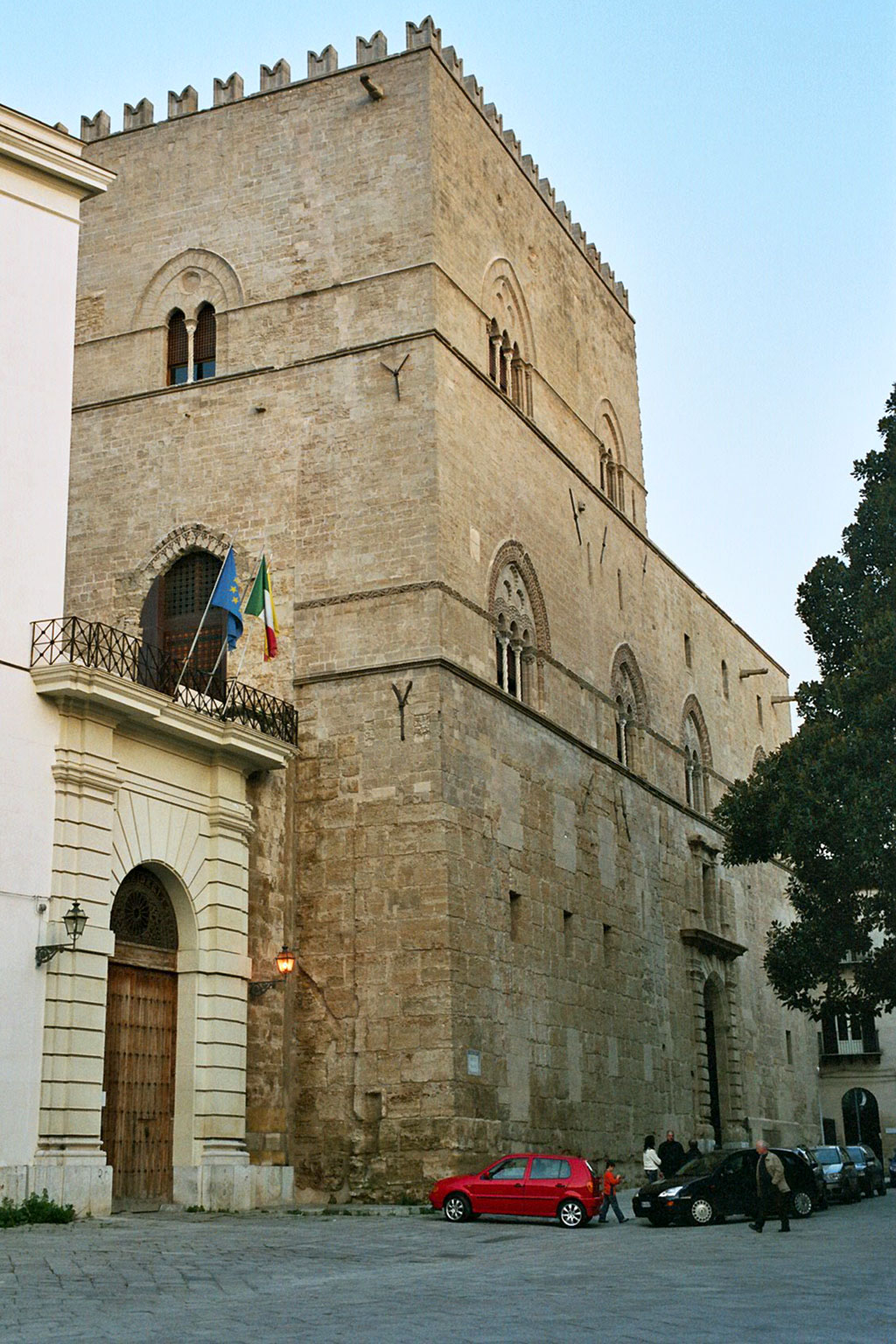
Le palais Chiaromonte à Palerme

La famille Chiaromonte ou Chiaramonte est une grande famille italienne d'origine normande ou picarde. 
Le nom italianisé de cette importante famille médiévale de l'Italie méridionale et de la Sicile provient d'un Clairmont, Clairemont ou Clermont, plusieurs lieux-dits de Normandie portent ces noms (Seine-Maritime, Calvados), à moins qu’ il ne s'agisse plutôt de Clermont (Oise). Dans ce dernier cas, la famille est probablement d'origine picarde, et non issue du duché de Normandie.

## Histoire
La famille est issue d'un certain Hugues de Clermont (Hugo Claromontis, Hugo Clarimontis en latin) dit Hugues le Borgne (Hugo Monoculus), un important baron italo-normand du XIe siècle, fidèle de Robert Guiscard, duc normand d'Apulie, de Calabre et de Sicile. En juillet 1085, à Céphalonie, Hugues le Borgne figure parmi les parents, alliés et magnats que Robert Guiscard appela à son chevet pour les entretenir de la succession du duché. À la mort de Guiscard, Hugues le Borgne soutient Bohémond contre Roger Borsa. Mort au début du XIIe siècle, Hugues de Clermont eut de sa femme Gimarga trois fils et deux filles : Roger, Alexandre, Asclettin (Asketill), Avenia et Aubrée (Albrada, Alvrada).
La famille acquiert un important patrimoine entre la Basilicate et la Calabre, patrimoine qu'elle a peu à peu étendu au profit d'autres familles nobles de la région. La famille Chiaromonte est peut-être à l'origine de la ville du même nom située en Calabre, Chiaromonte, fief familial qui reste dans la famille jusqu'au début du XIVe siècle.
Elle est à l'origine de la famille Chiaramonte de Modica, grande et très riche famille de la noblesse sicilienne, très puissante et influente jusqu'au XVIe siècle. La famille, avec Manfredi Ier, comte de Modica, refonda en 1300 la ville de Chiaramonte Gulfi, qui s'appelait auparavant simplement Gulfi.

## Personnalités
Au XIIIe siècle, Nicola Chiaromonte, un cistercien est évêque de Frascati de 1219 à 1227.

### Chiaramonte de Modica
Manfredi Ier le vieux Chiaramonte, 1er comte de Modica, est le fils de Federico et Marchisia Profoglio. Il obtient la comté de Modica ainsi que la charge de Sénéchal du roi Frédéric II de Sicile. Il meurt entre 1314 et 1321 à Palerme en laissant un fils : Giovanni le jeune di Chiaromonte.
Giovanni le jeune di Chiaromonte, 2e comte de Modica, est le fils de Manfredi Ier, comte de Modica, et d'Isabella Musca. À la mort de son père en 1314, il hérite du Comté de Modica (qui comprend les villes de Raguse, de Scicli, de Caccamo ainsi que de plusieurs autres cités de la Province d'Agrigente). Il épouse Eleonora d'Aragon, fille naturelle du roi Frédéric II de Sicile, qui lui donne une unique fille, Margherita. Il fut un adversaire du roi Robert Ier de Naples par lequel il fut fait prisonnier, ainsi qu'Orlando d'Aragon, à Lipari en 1339. Il meurt en 1342 sans avoir laissé de fils légitime.
Au XIVe siècle, Manfredo Chiaromonte commence en 1377 la construction du Palais Chiaramonte « Steri » de Palerme, qui sera achevé par ses successeurs. Son fils Andrea Chiaramonte, un temps maître de Palerme, continue sa politique anti-aragonaise, mais est exécuté le 1er juin 1392 par le roi Martin Ier de Sicile. Son comté de Modica est adjugé à Bernardo Cabrera.